# Зеола, Агостиньо
Агостиньо Зеола (порт.-браз. Agostinho Zeola; 15 мая 1934, Алварис-Машаду, Сан-Паулу — 13 марта 2014, Бауру, Сан-Паулу —) или Агусти́н Зеола (порт.-браз. Agustín Zeola) — бразильский футболист, нападающий.

## Карьера
Агостиньо родился в семье Антониу и Апаресиды Зеолы. Его детство прошло на ферме в Жаботикабале. Там же он начал играть в футбол, несмотря на недовольство матери, которая считала это занятие уделом бездельников. Первой командой Зеолы стал местный «Комерсиал». В 1950 году семья переехала в Бауру, где Агостиньо продолжил футбольную карьеру, присоединившись к команде «Паулиста-ду-Жардин Гуадалажара», одновременно помогая отцу работать на ферме. В 1951 году Зеола присоединился к клубу «Нороэсте». Два сезона спустя он стал выступать за основной состав команды, с которым в 1953 году стал победителем второго дивизиона чемпионата штата, при этом в решающей игре против «Марилии» Агостиньо забил два гола. Весной 1954 года Зеола, на правах аренды, перешёл в стан «Сан-Паулу», в составе которого сыграл два матча на турнире Рио—Сан-Паулу. В конце лета футболист возвратился в «Нороэсте», где выступал до 1956 года. Сыграв один матч в чемпионате штата за «Нороэсте», он перешёл в «Жувентус», заплативший за трансфер футболиста 30 тысяч крузейро. В нескольких источниках указано, что бразилец уехал в Италию по ходу сезона 1957/1958, подписав контракт с «Наполи», якобы заплативший за переход Зеолы 8 миллионов лир. Более того, сам Агостиньо в интервью заявил, что он пробыл там год, забив 16 голов, а клуб занял четвёртое место. Однако в других источниках такой футболист в составе не числился. При этом в 1957 году Агостиньо сыграл за «Жувентус» 15 матчей, последний из которых 29 сентября, а в 1958 году — 38 игр. В интервью Агостиньо сказал, что стал вторым бомбардиром чемпионата штата в 1959 году, забив 28 голов, и уступил только Пеле с 32 голами. Однако в чемпионате 1959 гола Пеле забил, по разным подсчётам, от 44, до 45 голов, а Зеола лишь 17 мячей. За «Жувентус» Агостиньо играл до 1961 года.
В 1961 году Зеола стал игроком «Палмейраса». 3 апреля он дебютировал в составе команды в матче турнира Рио—Сан-Паулу с «Сан-Паулу» (3:3), где забил гол. В том же сезоне форвард провёл единственный матч за сборную Бразилии, которая 29 июня победила Парагвай на Кубке Освалдо Круза (3:2). Сам Зеола вышел на поле, заменив по ходу матча Диду. По собственным словам Агостиньо, он был кандидатом на поездку на чемпионат мира в Чили, однако этому помешала травма, и на его место взяли Амарилдо. Зеола провёл последнюю встречу за «Палмейрас» 27 августа 1962 года против команды XV ноября. Всего за клуб футболист сыграл в 44 матчах и забил 13 голов. Затем Агостиньо перешёл в состав «Прудентины», где выступал на протяжении полугода. Далее он уехал в Аргентину, присоединившись к «Индепендьенте». Его туда пригласил тренер Армандо Ренганески, который работал с Зеолой в «Прудентине» и «Палмейрасе». В дебютной игре бразилец отдел голевую передачу, однако в дальнейшем провёл лишь ещё одну встречу,после чего покинул клуб, ставший в том сезоне чемпионом страны. Агостиньо возвратился на родину, став игроком «Гуарани». На некоторых ресурсах указано, что после этого Зеола выступал за «Флуминенсе», однако в поматчевой статистике этого года он не указан. По другим данным Агостиньо являлся игроком команды «Униан Флуминенсе». В 1965 году нападающий перешёл в «Атлетико Хуниор». Затем он играл за команды «Тупан» и «Агуа-Верде». Завершил карьеру Зеола в 1968 году.
Завершив игровую карьеру, Зеола переехал в Сан-Паулу, где стал работать водителем такси. Затем, по просьбе жены, он возвратился в Бауру, где открыл мясную лавку и держал бар. Агостиньо скончался в возрасте 79 лет из-за проблем с почками. Зеолу похоронили на кладбище Саудаде в Бауру.

## Международная статистика
| Матчи Агостиньо Зеолы за сборную Бразилии | Матчи Агостиньо Зеолы за сборную Бразилии | Матчи Агостиньо Зеолы за сборную Бразилии | Матчи Агостиньо Зеолы за сборную Бразилии | Матчи Агостиньо Зеолы за сборную Бразилии | Матчи Агостиньо Зеолы за сборную Бразилии | Матчи Агостиньо Зеолы за сборную Бразилии |
| ----------------------------------------- | ----------------------------------------- | ----------------------------------------- | ----------------------------------------- | ----------------------------------------- | ----------------------------------------- | ----------------------------------------- |
| №                                         | Дата                                      | Место проведения                          | Оппонент                                  | Счёт                                      | Пропущ. голы                              | Турнир                                    |
| 1                                         | 29 июня 1961                              | Рио-де-Жанейро                            | Парагвай                                  | 3:2                                       | —                                         | Кубок Освалдо Круза                       |

## Достижения
- Обладатель Кубка Освалдо Круза: 1961
- Чемпион Аргентины: 1963

## Личная жизнь
Зеола был женат на девушке Соне Кабельо. У него было двое детей — Агустин Апаресидо и Розана Валерия Виана дас Невес.